# Сара Радојковић
Сара Радојковић (Београд, 6. јун 1989) српски је драматург, сценариста, песник и публициста.

## Биографија
Дипломирала је и мастерирала на Факултету драмских уметности.
Радила је у адвертајзингу а као новинарка је написала око 150 текстова за VICE.
У сарадњи са редитељком Мајом Малетковић реализовала је ВР филм о Бекомберији, болници за ментално оболеле пацијенте.
За мини серијал драмске минијатуре Програм твог компјутера добила је Награду „Витомир Богић”.

## Дела

### Театрографија
- Зечеви су брза храна, 08.06.2013, Београд, Београдско драмско позориште[7]
- Волво камиони, 05.12.2014, Београд, Атеље 212[7]
- Chatroom - погрешан профил, ДАДОВ, 2014.
- Случајна смрт једног анархисте, 22.04.2016, Београд, Југословенско драмско позориште[7]
- Маестро, 10.03.2017, Сомбор, Народно позориште[7]
- Триптих о радницима, 07.10.2018, Чачак, Градско позориште[7]
- Животињска фарма, Градско позориште Чачак[8]
- Уредник, Рефлектор театар, Дорћол Плац[8]
- Погрешан профил, Омладинско позориште ДАДОВ[8]
- Едит Три гроша[8]

### Сценаристика
- Пети лептир, 2014.
- Ургентни центар, 6 епизода, 2014-2015
- Аманет, 2015.

### Поезија
- Hoochie coochie vinjak i bluz, 2011.[9][10]
- Вежбанка за страх, 2019.[11][12][13]